# Love Is Alive (сингл)
Love Is Alive (с англ. — «Любовь жива») — песня, записанная американской исполнительницей Лией Мишель. Является лид-синглом в поддержку второго студийного альбома — Places. Релиз трека состоялся 3 марта 2017 года. Авторами песни выступили Шанталь Кревязюк и Натан Чепмен, а продюсером — Ксэнди Барри.

## Тема и композиция
В интервью с People, Лиа рассказала, что песня «Love Is Alive» была песней, которая олицетворяла то место, где [она] находится прямо сейчас. Она также заявила: «Песня сделала меня такой счастливой во время её записи и я надеюсь, что это принесёт такой же свет и радость всем остальным, как и для меня.» Песня была написана канадской певицей Шанталь Кревязюк и спродюсирована Натаном Чепменом, который в первую очередь известен своей работой в кантри-музыке.

## Живые выступления
14 марта 2017 года Лиа впервые представила песню на «Очень позднем шоу с Джэймсом Кордэном», также впервые появившись в качестве приглашённого звёздного гостя. Появление получило много положительных отзывов; Лорен Том из Billboard отметила: «эмоциональное исполнение продемонстрировало сильные вокальные способности Лии Мишель и идеально вписалось во все мощные моменты песни». Редактор веб-сайта Idolator написал: «я не уверен, что это говорит о состоянии музыкальной индустрии, когда просто стоять перед микрофоном и петь в тональности кажется революционным актом, но появление Лии Мишель на “Очень позднем шоу” было глотком свежего воздуха. После того, как она изо всех сил пыталась найти свою нишу в поп-мире с дебютным альбомом — Louder, 30-летняя девушка, похоже, повернулась к нему спиной с выпуском Places — и её музыка стала ещё лучше».

## Рецензии критиков
Майк Восс, редактор веб-сайта Idolator сказал, что песня представляет собой отход от звучания её дебютного студийного альбома, так же добавив: "[Это] гораздо более приглушенней и утончённей, чем сильно произведённые баллады с Louder, и трек является более органично вписанным. Майкл Вос из A Bit of Pop Music написал: «В сравнении с потрясающей, но трендовой гонкой „Cannonball“… новый трек гораздо более традиционный. Это настоящая баллада, в основном построенная на фортепиано, к которому позже присоединяется струнный оркестр. [Мишель] показывает несколько серьёзных больших вокальных данных дивы, а хор очень красиво всё это дополняет и разливается. Это абсолютно не вяжется с тем, что сейчас занимает первые места в чартах, но похоже, это именно то, что нужно.»

## Чарты
| Чарт (2017)    | Высшая позиция |
| -------------- | -------------- |
| Франция (SNEP) | 150            |

## История релиза
| Страна | Дата         | Формат               | Лейбл            |
| ------ | ------------ | -------------------- | ---------------- |
| Мир    | 3 марта 2017 | Цифровая дистрибуция | Columbia Records |